# Yaruro
El pumé o yaruro és una llengua viva nativa americana i oficial de les comunitats de l'ètnia dels yaruros que viuen al sud de l'estat Apure, a Veneçuela, que habiten principalment a les planes dels rius Arauca i Sinaruco, a uns 160 km de San Fernando de Apure, la capital de l'Estat, alguns sedentaris en poblats com Palmarito i Guachara. En anys recents un petit número ha emigrat cap al nord de l'estat, per a establir-se als voltants de la carretera principal, des d'Achaguas fins a San Fernando. S'estima que el yaruro és parlat per unes 4500 persones a la regió. La seva branca lingüística és independent, per la qual cosa se'l considera una llengua aïllada i de tradició oral, i la seva escriptura és una resposta socio-científica per al seu estudi i divulgació, derivant en publicacions bilingües pumé-espanyol-pumé. Recerques han constatat que "els nens yaruros de comunitats ja sedentàries són bilingües"(pumé-espanyol). Al maig de 1999, en la zona d'influència de la població de Guachara, va ser unificat l'alfabet pumé, en un taller per a mestres yaruros afiliats al Règim d'Educació Intercultural Bilingüe.

## Classificació
La majoria de lingüistes considera que l'idioma yaruro com un idioma d'una llengua aïllada, sense parentius demostrables coneguts.
Joseph Greenberg, en la seva classificació temptativa de les llengües ameríndies, ho va classificar com a membre del grup Jívaro-Kandoshi-Esmeraldeño-Cofán dins del macrotucana.
 No obstant això, aquesta classificació es basa en dades molt pobres i la majoria dels especialistes la consideren inconcluyente i altament especulativa.

## Descripció lingüística

### Fonologia
L'inventari consonàntic de yaruro està format per 22 consonants, que són:
|                 | Bilabial | Apical | Palatal | Velar | Glotal |
| --------------- | -------- | ------ | ------- | ----- | ------ |
| oclusiva simple | p, b     | t, d   | c       | k, g  | ʔ      |
| Africada        |          | ʦ, ʣ   |         |       |        |
| Fricativa       | f        | s      | ʃ       | x     | h      |
| Nasal           | m        | n      | ɲ       | ŋ     |        |
| Aproximant      | w        | ɾ, l   | y       |       |        |

Aquest sistema té moltes més fonemes que la majoria de llengües de l'Amazònia i la regió circumamazónica, a més és inusual perquè posseeix una fricativa velar [x] en oposició fonèmica a una fricativa glotal [h], a més té oposició entre sordes i sonores la qual cosa és inusual en les llengües de la regió i posseeix un nombre elevat de fricatives, a més d'una nasal velar.
L'inventari de vocals està format per deu vocals:
|             | Anterior | Central | Posterior |
| ----------- | -------- | ------- | --------- |
| Tancada     | i        | ɨ       | u         |
| Semitancada | e        | ə       | o         |
| Semioberta  | æ        | ə       | ɔ         |
| Oberta      | a        | a       | ɑ         |